# Objetivo Biodiversidad 2010
El Objetivo de Biodiversidad de 2010 era un objetivo general de conservación destinado a detener la disminución de la biodiversidad para finales de 2010. El mundo no logró en gran medida cumplir con el objetivo.

## Historia del Objetivo de Biodiversidad 2010
Fue primero adoptado por Jefes de Estado de la Unión Europea en la Cumbre de Gothenburg, Suecia, en junio de 2001. En ella decidieron que "la disminución de biodiversidad tendría que ser detenida, con el objetivo de lograrlo en 2010".
Un año más tarde, la Convención sobre la diversidad Biológica de los partidos adoptó el Plan Estratégico para la Convención en la Decisión VI/26. La Decisión dice que "Los  partidos se comprometen a lograr una aplicación más eficaz y coherente de los tres objetivos del Convenio, para lograr en 2010 una reducción significativa de la tasa actual de pérdida de biodiversidad a nivel mundial, regional y nacional como contribución a la mitigación de la pobreza y al beneficio de la vida en la tierra ". 
La Cumbre Mundial del Desarrollo Sostenible celebrada en Johannesburgo en 2002 confirmó el Objetivo de Biodiversidad 2010 y pidió "la consecución peara 2010 de una reducción significativa en el índice actual de pérdida de diversidad biológica".
En 2003, los ministros de Medio Ambiente y los jefes de Delegación de 51 países en la Comisión Económica de las Naciones Unidas para Europa (UNECE)  adoptaron la Resolución de Kiev sobre Biodiversidad en la quinta Conferencia Ministerial “Medio Ambiente para Europa” y decidido "reforzar nuestro objetivo de detener la pérdida de diversidad biológica en todos los niveles para el año 2010".
Para el año 2006, las siguientes naciones habían contribuido ampliamente al establecimiento de Planes de Acción de Biodiversidad individuales: Tanzania, Nueva Zelanda, Gran Bretaña y los Estados Unidos, llamados Planes de Recuperación de Especies en los Estados Unidos.

## Progreso a nivel europeo
La Presidencia irlandesa de 2004 celebró una importante conferencia con las partes interesadas en el Objetivo de Biodiversidad 2010, que dio lugar a una hoja de ruta detallada para 2010 denominada "Mensaje de Malahide". Al mismo tiempo, varias organizaciones se unieron para lanzar la iniciativa Countdown2010 para apoyar el avance hacia el Objetivo de Biodiversidad 2010.
El 22 de mayo de 2006 la Comisión Europea lanzó su Comunicación de Biodiversidad como una herramienta de implementación para lograr el Objetivo de Biodiversidad 2010.

## Progreso en la Convención en Diversidad Biológica
Las decisiones subsiguientes del Convenio sobre la Diversidad Biológica (CDB) especificaron indicadores para realizar pruebas inmediatas y para desarrollar programas de trabajo para la consecución de la meta.

## Desafíos para lograr el Objetivo de Biodiversidad 2010
Plantean la cuestión de cómo medir la tasa de pérdida de biodiversidad, a fin de evaluar si el objetivo había sido alcanzado por las naciones que formaron parte en la Convención.